# Richard Nixons besök i Kina 1972
Nixons besök i Kina 1972 var ett oväntat besök, som USA:s dåvarande president Richard Nixon genomförde som ett stort steg för att normalisera förbindelserna mellan de båda länderna. Detta var första gången som en amerikansk president besökte Kina, som vid den tidpunkten ansåg att USA var en av de största fienderna.
Besöket har satt sina spår i det engelska språket; det är underförstått att Nixon in China är en metafor som används för att beskriva oväntade och okarakteristiska handlingar av politiker.

## Besöket

### Historisk bakgrund
De förbättrade förbindelserna till Sovjetunionen och Kina sägs ofta vara de största diplomatiska framgångarna under Nixons presidentskap. En av de huvudsakliga anledningarna till att Richard Nixon valdes till vicepresidentkandidat 1952 var hans kraftiga ställningstagande mot kommunism. Trots detta blev Nixon 1972 den förste sittande amerikanske presidenten som besökte Kina.

### Förberedelser
I juli 1971 besökte Nixons säkerhetsrådgivare Henry Kissinger hemligt Peking och lade därmed grunden till Nixons besök i Kina.

### Mötet

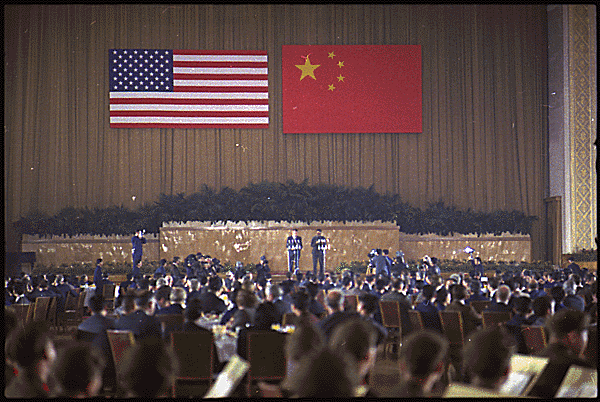
Richard Nixon och Zhou Enlai talar vid en bankett.

Från den 21 februari till den 28:e, 1972, reste den amerikanske presidenten Richard Nixon till Peking, Hangzhou och Shanghai. När Nixon kom fram till Peking blev han nästan omedelbart kallad till ett möte med Mao Zedong, ordförande i KKP. Mao hade varit sjuk nio dagar tidigare, vilket inte amerikanerna kände till, men kände sig stark nog att möta Nixon.

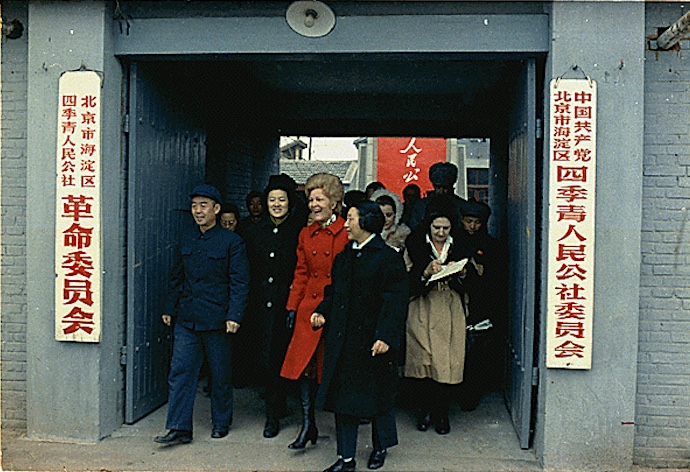
Förstadam Pat Nixon i Peking, 23 februari 1972.

Nixon höll många möten med den kinesiska premiärministern Zhou Enlai under sitt besök i Kina vilket inkluderar besök till den kinesiska muren, Hangzhou och Shanghai. I slutet av besöket utfärdade USA och den kinesiska regeringen Shanghaikommunikén, en redogörelse på sina syner på utrikespolitik och ett dokument som skulle bli grunden för de bilaterala förbindelserna mellan Kina och USA. Kissinger sade också att USA hade för avsikt att amerikanska styrkor skulle avlägsna sig från Taiwan. I kommunikén skulle båda nationer utlova att arbeta för en normalisering av diplomatiska förbindelser.

### Resultaten
USA accepterade uppfattningen att alla kineser på vardera sidorna om Taiwansundet hävdar att det endast finns ett Kina. Nixon och den amerikanska regeringen bekräftade sitt intresse av en fredlig uppgörelse i Taiwanfrågan vilket kineserna samtyckte i. Yttrandet tillät att USA och Kina tills vidare kunde bortse från den "kritiska fråga som hindrade normaliseringen av förbindelser", nämligen Taiwans politiska status och att öppna för handelsförbindelser och andra kontakter. USA fortsatte med att upprätthålla de officiella förbindelserna med Republiken Kina i Taiwan fram till 1979 när USA avbröt dem och etablerade fulla diplomatiska förbindelser med Kina.
Efter sitt besök talade Nixon om vad det här skulle komma att betyda för de båda länderna i framtiden:
"Det var veckan som ändrade världen, eftersom det som vi har sagt i kommunikén är inte alls är lika viktigt som det som vi kommer att göra de kommande åren för att bygga en bro över de 16000 mil och 22 års fiendskap som avskilt oss tills nu, och vad vi har sagt idag, är att vi vill bygga den bron."

#### Följder
Max Frankel från The New York Times mottog Pulitzerpriset för utrikeskorrespondenter för sin täckning av händelsen.
Besöket var även inspiration till John Adams opera från 1987, Nixon in China.